# هلن وینسن
هلن وینسن (انگلیسی: Helen Vinson; ۱۷ سپتامبر ۱۹۰۷ – ۷ اکتبر ۱۹۹۹) بازیگر اهل ایالات متحده آمریکا بود.
از فیلم‌ها یا برنامه‌های تلویزیونی که وی در آن نقش داشته است، می‌توان به فراری از گروه مجرمان، جهان‌های خصوصی، قدرت و جلال، برادوی بیل، تونل و فرزند خلف اشاره کرد.